# 翟东升
翟东升（1976年—），江苏启东人，中国人民大学国际关系学院副院长、教授。

## 经历
自1994年起在中国人民大学长期学习、任教。其间曾在法国巴黎高政、布鲁塞尔自由大学、波士顿大学布鲁塞尔分校、美国乔治城大学等处任访问学者或兼职讲师。

## 言论
翟东升在2020年11月28日的一场公开演讲中讲述，中国当局在过去几十年中利用“美国权势核心圈内的老朋友”来影响美国政治和对华政策。该视频最先在中国社交媒体传播，随后被官方紧急下架。与此同时，翟东升的发言在海外网络上引起了广泛讨论，得到了福克斯新闻等美国主流媒体的报导，相关报导内容随后也得到了美国总统唐纳德·特朗普本人在推特上转发。

## 科研
研究方向为货币与金融的国际政治经济学、中国对外经济关系、美国政治经济。
自1999年以来，著有中英文学术论文数十篇，在中国、欧洲、俄罗斯、拉美、东亚等地发表。
近年出版有《中国为什么有前途——对外经济关系及其战略潜能》、《货币、权力与人——民本主义政治经济学视角下的货币金融问题》、《大国货币》等著作。
另有《资本哲学》、《十字路口的中国与世界》等书稿待刊。